# كان ريتشموند
كان ريتشموند (بالإنجليزية: Kane Richmond) هو ممثل أمريكي، ولد في 23 ديسمبر 1906 في منيابولس في الولايات المتحدة، وتوفي في 22 مارس 1973 في كورونا ديل مار ‏ في الولايات المتحدة.

## أعمال

### أفلام
- (1938) مدينة الصبيان

## وصلات خارجية
- كان ريتشموند على موقع IMDb (الإنجليزية)
- كان ريتشموند على موقع روتن توميتوز (الإنجليزية)
- كان ريتشموند على موقع ألو سيني (الفرنسية)
- كان ريتشموند على موقع أول موفي (الإنجليزية)
- كان ريتشموند على موقع قاعدة بيانات الأفلام السويدية (السويدية)
- كان ريتشموند على موقع إن إن دي بي (الإنجليزية)
- كان ريتشموند على موقع قاعدة بيانات الفيلم (الإنجليزية)
- كان ريتشموند على موقع كينوبويسك (الروسية)